# Barnard (krater)
För andra betydelser, se Barnard.
Barnard är en nedslagskrater på planeten Mars namngiven efter Edward Barnard. Den har en diameter på 121,11 kilometer. Kratern registrerades av Internationella astronomiska unionen 1973. Den har fotograferats av Mars Reconnaissance Orbiters HiRISE-kamera.